# Atlapexco
Atlapexco är en kommun i Mexiko.   Den ligger i delstaten Hidalgo, i den sydöstra delen av landet, 190 km norr om huvudstaden Mexico City. Antalet invånare är 18 769. Arean är 85 kvadratkilometer.
Terrängen i Atlapexco är lite kuperad.
Följande samhällen finns i Atlapexco:
- Tecacahuaco
- San Isidro
- Tenexco II
- Atlaltipa Mirador
- Atencuapa
- Atlajco
- El Mirador
- Plan Huasteca
- Tierra Playa
- Xancaltitla
- Oxpantla
- Ixtacuayo
- Los Naranjos
- Tlahica
- Humberta Hernández Tovar